# Empaquetament de l'esfera d'Apol·loni

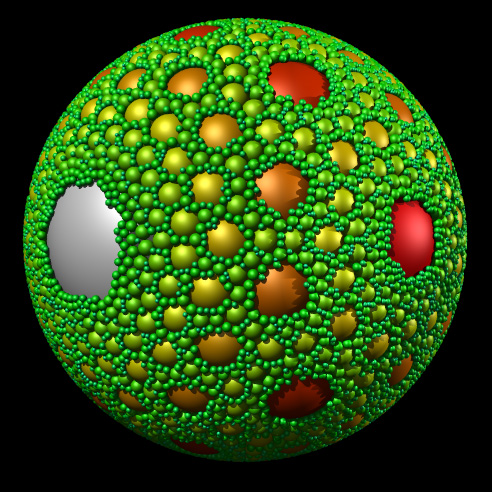
Empaquetament de l'esfera d'Apol·loni

L'empaquetament de l'esfera d'Apol·loni és l'equivalent tridimensional del tamís d'Apol·loni. El principi de construcció és molt similar: amb quatre esferes cotangents entre elles, és possible construir dues esferes més que siguin cotangents a quatre d’elles.
La dimensió fractal és aproximadament de 2,473946 (± 1 en l'últim dígit).
Programari de generació i visualització de l'empaquetament de l'esfera d'Apol·loni: ApolFrac.